# Rosita Melo
Rosita Melo, właśc. Rosa Clotilde Mele de Piuma, (ur. 9 lipca 1897 w Montevideo, zm. 12 sierpnia 1981 w Buenos Aires) – urugwajska kompozytorka i poetka.
W wieku 14 lat napisała muzykę do najsłynniejszego valsa (rodzaj muzyki tanga argentyńskiego) zatytułowanego „Desde el alma”.